# 1318
1318 (MCCCXVIII) je bilo navadno leto, ki se je po julijanskem koledarju začelo na nedeljo.

## Dogodki

### Slovenija
- 20. avgust - Po smrti oglejskega patriarha Cassona della Torreja papež Janez XXII. napoti za novega patriarha njegovega nečaka Pagana della Torreja. 1332 ↔

### Britansko otočje
- 1. april - Škotska vojska pod vodstvom kralja Roberta Bruca osvoji obmejno angleško mesto Berwick-upon-Tweed.
- 11. maj - Bitka pri Dysert O'Deanu: keltska žepna kraljevina Thomond, ki jo vodi klan O'Brien, se ubrani napada Hiberno-Normanov. Irska kraljevina Thomond s to zmago nad močnejšimi sosedi zavaruje svojo samostojnost še za naslednji dve stoletji. 1543 ↔
- 14. oktober - Bitka pri Faughartu: pro-angleški Hiberno-Normani imajo več sreče z ostanki invazijske škotske vojske Edvarda Bruca, ki se je po treh letih bojev in zaradi Velike lakote skrčila na borih 2000 vojščakov. Škotski princ in samozvani irski nadkralj Edvard Bruce je v bitki ubit. Kljub neuspehu invazije ima ta pozitiven učinek na varnost Škotske: angleški kralji se nikoli več ne poslužijo pristanišč v Ulstru za pripravo invazij na Škotsko.
- 2. december - Škoti na Irskem so v popolni defenzivi in bežijo čez Severni preliv nazaj na Škotsko. Na ta dan Hiberno-Normani zavzamejo Carrickfergus, zadnje pristanišče v Ulstru pod nadzorom Škotov.
- Anglija: glavni komornik kralja Edvarda II. Hugh Despenser mlajši brez sodnega procesa do smrti linča valižanskega upornika Llywelyna Brena, ki mu je spodletel upor leta 1316, a si je pri kralju izpogajal razmeroma ugodne pogoje brezpogojne kapitulacije. Kralj Edvard II. krutost svojega novega ljubljenca preprosto prezre, kar pri angleškem plemstvu vzbudi vsesplošno zgražanje.
- Oxford, Anglija: v Oxfordu se pojavi duševno moteni Janez iz Powderhama, ki trdi, da je pravi Edvard II. in da ga je pri rojstvu iz zibeli zamenjal sam hudič (changeling). Mestne oblasti usmrtijo samozvanca.

### Ostalo
- 16. februar - Nyköping, Švedska: v grajski temnici, kamor ju je zaprl švedski kralj Birger Magnusson, zaradi izstradanosti umreta njegova mlajša brata Erik in Valdemar. Kralj Briger uteče pred maščevanjem njunih privržencev na danski dvor k svaku Eriku VI.. Začasno regentstvo prevzame voditelj puča plemič Mats Kettilmundsson. 1319 ↔
  - Danska: družinska tragedija za danskega kralja Erika IV. in njegovo soprogo Ingeborg Magnusdotter doseže dno. Že 41-letni kraljici končno uspe po več kot desetih zaporednih splavih roditi zdravega sina in prestolonaslednika. Medtem ko ga dvignjenega v rokah ponosno kaže javnosti, ji novorojenček zdrsne iz rok, pade na tla in si zlomi vrat. Izguba je za par prehuda. Oba se razideta ter žalujeta. 1319 ↔
- april - Beneveneto, Papeška država: papež Janez XXII. ukaže nasilno zatrtje upora meščanov Beneveneta, ki zahtevajo več politične avtonomije v tej papeški eksklavi.
- 21. julij - Zgledu papeža Janeza XXII., ki je neapeljskega kralja Roberta Anžujskega razglasil za generalnega vikarja[1] Italije, sledi Genovska republika, ki kralju Robertu podeli premierska pooblastila pri vodenju signorije. Izguba za republiko ni huda in je simbolična, saj ga za čas (stalne) odsotnosti nadomeščajo mestu zvesti namestniki.
- 22. november - Kan Zlate horde Uzbeg usmrti tverskega kneza Mihaela Jaroslaviča, v čigar ujetništvu je po nesreči umrla soproga njegovega političnega nasprotnika moskovskega kneza Jurija Daniloviča, ki je hkrati sestra omenjenega kana. Jurij Danilovič postane s tem novi vladimirski veliki knez, kar pa je v očeh ljudstva precej osovražena figura, saj so vladimirski veliki knezi odgovorni za zbiranje visokega tributa za Zlato hordo.
  - Tversko kneževino nasledi sin usmrčenega Dimitrij Mihajlovič.
- Peloponez, Grčija: napolitanski princ in vojvoda Drača Ivan Anžujski ugrabi ahajsko kneginjo in vdovo Matildo Hainauško ter jo prisili, da se z njim poroči. S tem pa postane novi ahajski knez. 1321 ↔
- Epir, Grčija: palatinski grof Kefalonije Nikolaj Orsini umori vladarja Epirskega despotata Tomaža I. Komnena Dukasa in se polasti omenjene države. Tomaž I. je vseskozi bolj ali manj uspešno lovil ravnotežje med močnejšima sosedoma Bizantinskim cesarstvom in neapeljskimi Anžujci, nazadnje pa ga je pogubil manjši in šibkejši sosed. Severni Epir se odcepi in se pridruži Bizantinskemu cesarstvu.
- Čagatajski kanat: umrlega kana Esen Buko I. nasledi brat Kebek, ki se izogiba konfliktom z Ilkanatom in kitjaskimi Mongoli dinastije Yuan. 1326 ↔
- Japonska: cesar Hanazono abdicira v korist bratranca Go-Daigoja, 96. japonskega cesarja po seznamu.
- Indija: delhijski sultan Gijas al-Din Tuglak osvoji hindujsko kraljestvo Jadava in si s tem odpre pot za osvojitev ostalih hindujskih kraljestev južne Indije. 1327 ↔
- Umrlega sultana alžirske kraljevine Tlemcen Abuja Hamu I. Muso nasledi Abu Tašufin I.
- Prva omemba vasi Lidice, Češka. 1942 ↔
- Beneški frančiškanski misijonar Odorik iz Pordenoneja se odpravi proti Kitajski. Pot ga iz Konstantinopla in Trapezunta vodi preko Armenije in Perzije, nakar se obrne proti jugu v Perzijski zaliv, kjer nadaljuje pot po morju. 1321 ↔
- Bolezni: neznana bolezen, najverjetneje antraks, zdesketa govedo in drobnico po Evropi.
- Kairo, Egipt: dokončana je gradnja Al-Nasir Muhamedove mošeje na Kairski citadeli. Mameluški sultan Al-Nasir Muhamed jo uporablja za dnevno molitev.

## Rojstva
- 18. junij - Eleanora iz Woodstocka, angleška princesa, grofica Gueldersa († 1355)
- 29. junij - Jusuf I., granadski emir († 1354)
- Albert II., prvi vojvoda Mecklenburga († 1379)
- Margareta Tirolska, grofica Tirolske iz hiše Goriških grofov († 1369)
- papež Urban VI. († 1389)

## Smrti
- 17. januar - Ervin iz Steinbacha, nemški arhitekt in gradbeni mojster (* 1244)
- 14. februar - Margareta Francoska, angleška kraljica, soproga Edvarda I. (* 1282)
- 16. februar:
  - Erik Magnusson, švedski princ, vojvoda Södermanlanda, brat kralja Birgerja (* 1282)
  - Valdemar Magnusson, švedski princ, vojvoda Finske, brat kralja Birgerja (* 1280)
- 18. julij - Rašid al-Din Hamadani, perzijski (ilkanatski) državnik, zdravnik, zgodovinar (* 1247)
- 20. avgust - Cassono della Torre, oglejski patriarh
- 29. september - Imagina Limburška, nemška kraljica (* 1255)
- 14. oktober - Edward Bruce, škotski plemič, irski nadkralj, grof Carrick (* 1280)
- 22. november - Mihajl Jaroslavič, knez Tvera, vladimirski veliki knez (* 1271)
- 29. november - Heinrich Frauenlob, nemški pesnik
- Abdiso Brika bar, sirski nestorijanski škof in pisec (* 1291)
- Abu Hamu I. Musa, sultan Tlemcena
- Duccio, italijanski (toskanski) slikar (* 1255)
- Esen Buka I., čagatajski kan
- Llywelyn Bren, valižanski upornik
- Tomaž I. Komnen Dukas, vladar Epirskega despotata (* 1285)